# سوسکچه بلوسیرینی
بلوسیرینی (انگلیسی: Blosyrini) تباری از زیرخانواده سوسکچه‌های دماغ پهن می‌باشد.